# Video Technology Laser 100/110
Video Technology LASER 100/110 (LASER 100/110) је био кућни рачунар фирме Video Technology који је почео да се производи у Хонгконгу од 1983. године.
Користио је Z80A као микропроцесор. RAM меморија рачунара је имала капацитет од Laser 100 = 2 KB или 8 KB?. 

## Детаљни подаци
Детаљнији подаци о рачунару LASER 100/110 су дати у табели испод.
|                       |                                                |
| [ 1 ]                 |                                                |
| Произвођач            |                                                |
| Тип                   | кућни рачунар                                  |
| Меморија              | Laser 100 = 2 или 8 KB?                        |
| Поријекло             | Хонгконг                                       |
| Година                | 1983                                           |
| Тастатура             | QWERTY, 45 гумених тастера                     |
| Процесор              |                                                |
| Фреквенција процесора | 3,58                                           |
| RAM                   | Laser 100 = 2 или 8 KB?                        |
| ROM                   | 16 KB                                          |
| Текст                 | 32 стубова x 16 линија (мод 0)                 |
| Графика               | 128 x 64 тачака (мод 1)                        |
| Боја                  | једна боја                                     |
| Звук                  | мали звучник, 1 глас и 3 октаве                |
| Димензије             | 29 (ширина) x 17 (дубина) x 4 (висина) / 800 g |
| Портови               |                                                |
| Оперативни систем     |                                                |